# Juan David Gómez
Juan David Gómez (Bello, Antioquia, Colombia; 6 de enero de 1996) es un futbolista colombiano. Juega de portero y su equipo actual es el Independiente Medellín de la Categoría Primera A colombiana.

## Clubes
| Club                   | País     | Año           |
| ---------------------- | -------- | ------------- |
| Independiente Medellín | Colombia | 2015-presente |